# G-Unit Records
G-Unit Records — американський лейбл, заснований репером 50 Cent у 2003. Він був дочірньою компанію Interscope Records. У серпні 2010 лейбл підписав додаткову угоду про дистриб'юцію з EMI, зберігши контракт з Interscope для 50 Cent і G-Unit. 6 з 12 виданих альбомів отримали платинову чи золоту сертифікації RIAA.

## Історія

### 2003–2005
Через успіх дебютної платівки 50 Cent Get Rich or Die Tryin' створено G-Unit Records. G-Unit, на той час туди входили Ллойд Бенкс, Тоні Єйо та Young Buck, стали підписантами лейблу як гурт і як сольні виконавці. Bang'em Smurf був у дуже тісних відносинах з гуртом до підписання контракту з Interscope. Він стверджував, перш ніж 50 Cent став популярним, обоє записали мікстейп, з 1 копії кожен мав заробити $5. Реліз розійшовся накладом у 400 тис. 50 Cent нібито не дав Bang'em Smurf його частку. Крім того репер заявив, що 50 Cent не контактував, не вніс заставу, поки він сидів у в'язниці. Bang'em Smurf і близький друг, Domination, створили дует Silverback Gorillaz після короткого біфу з G-Unit у 2003.
G-Unit Records прийшов на заміну попередньому власному лейблу Кертіса Rotten Apple Entertainment. 2003 року побачив світ перший студійний альбом G-Unit Beg for Mercy, який розійшовся накладом у 377 тис. копій за перший тиждень. Наразі тираж становить понад 2,7 млн у в США й 6 млн у всьому світі. У США реліз став двічі платиновим.
На початку 2004 широкій публіці презентували The Game. У час виходу альбому Young Buck до ростеру доєднався Spider Loc. У 2005 після того, як Ґейм покинув G-Unit, контракт підписали дуети Mobb Deep і M.O.P.

### 2006–2009
У 2006 угоду уклав Hot Rod. 21 січня 2006 вийшов 16-ий мікстейп із серії G-Unit Radio Crucified 4 the Hood: 10 Years of Hate репера Mase. Фіфті вирішив не викупати його контракт з Bad Boy Records через ціну у $2 млн. У 2007 з компанією почав співпрацювати Mazaradi Fox (застрелили 4 січня 2014), не будучи при цьому артистом лейблу. Свого часу говорили про приєднання детройтського репера Trick-Trick, однак цього не сталося.
Після численних чуток про біф усередині G-Unit у 2008 Кертіс вигнав Young Buck з гурту. Пізніше повідомив, що він досі на лейблі. З обох таборів в інтернет надходило безліч дисів, Young Buck знявся у кліпі The Game з участю Lil Wayne «My Life». Кертіс виклав телефонну розмову між ним і Young Buck, де показано одну зі справжніх причин конфлікту: репер заборгував йому гроші. Young Buck пізніше заявив, що розмова відбулась рік тому. Два табори продовжили випускати диси до 2009. Бак анонсував роботу над новим альбомом, що за контрактом мав вийти на G-Unit Records.
Наприкінці 2009 випустили четвертий альбом Фіфті Before I Self Destruct: у «So Disrespectful» згадано різних опонентів репера, серед них Jay-Z, The Game і Young Buck. Після співпраці виконавця з колишнім артистом Roc-A-Fella Records, Біні Сіґелом, у 2009, з'явилися припущення про приєднання до G-Unit Records. Вони не справдилися.
Під час промоції Before I Self Destruct 50 Cent розповів у радіо-інтерв'ю, що Game, Young Buck, Spider Loc і Hot Rod досі мають контракти з лейблом, а M.O.P. й Mobb Deep покинули його. Репер також сповістив про майбутню угоду з R&B-співаком Governor.

### 2010-дотепер
На початку січня 2010 50 Cent заявив про бажання підписати на лейбл нових коміків та авторів, вийшовши таким чином за звичні межі діяльності. Угоду уклав атлантський комік Янґ Джек Трилер, він випускав щотижневий подкаст на YouTube «So Disrespectful», став співведучим «G-Unit Radio» на Shade 45. Наразі є журналістом сайту ThisIs50.com.
У січні 2010 50 Cent висловив зацікавленість у підписанні європейської R&B-співачки Jamelia, сказавши, що це може не лише допомогти їй побудувати кар'єру в США, а й стати заміною Olivia, котра покинула компанію. У серпні 2010 в розпал суперечок навколо приходу Монтани Фішберна в індустрію фільмів для дорослих порнозірка Браян Пампер випустив кілька реп-пісень зі згадками 50 Cent, Ллойда Бенкса та Тоні Єйо. Пампер неодноразово заявляв про своє бажання стати підписантом G-Unit Records. Члени G-Unit повідомили про незацікавлення в акторі.
У 2010 Денні Браун затоваришував з Тоні Єйо, вони разом записали мікстейп Hawaiian Snow. Внаслідок цього з'явилися чутки про підписання контракту з лейблом. Проте за словами Денні, носіння ним вузьких джинсів не відповідало іміджу G-Unit, тому 50 Cent відмовився укладати угоду. У серпні Єйо розповів про роботу в студії з Брауном і Lil B. На його думку, тоді також існувала велика ймовірність приєднання останнього до ростеру. Також у вересні 2010 було поширено інформацію про можливе підписання R&B-співачки Mýa. Наприкінці вересня Ллойд Бенкс підтвердив, що учасник Mobb Deep Havoc вів перемовини щодо нового контракту дуету.
На початку березня 2011 репер Shawty Lo сповістив в інтерв'ю про переговори з лейблом. 8 червня 2011 виконавець і AllHipHop.com підтвердили укладення угоди. Пізніше Shawty Lo пояснив, що він не підписав контракт з лейблом як сольний артист, натомість його лейбл D4L став частиною ростеру G-Unit Records. Після гастролей з G-Unit і появи на дебютному синглі Hot Rod співачка Лі Саншайн підтвердила через Twitter приєднання до G-Note.
Після виходу кліпу Єйо «Haters» MTV сповістили про підписання колишнім артистом Young Money Kidd Kidd контракту з лейблом. Про приєднання до компанії через Twitter також повідомив репер Genasis. За словами виконавця, перед цим 50 Cent побачив відео з його виступом. У грудні 2011 діджей Полі Ді з шоу MTV «Спека у Джерсі» уклав угоду на випуск 3 поп-альбомів. 9 грудня вийшов мікстейп 50 Cent мікстейп The Big 10. У його записі взяли участь Kidd Kidd, Єйо й Precious Paris. Вокал останньої можна було почути на «Kitty Kat» з другої платівки G-Unit T·O·S (Terminate on Sight) (2008).

## Дистриб'юція
13 серпня 2010 в інтерв'ю MTV News Ллойд Бенкс заявив, що лейбл підписав угоду про дистриб'юцію з EMI на території Північної Америки, зберігши контракт з Interscope для 50 Cent і G-Unit. У 2012 Фіфті пояснив причину залишення Interscope: «Угоди, які я вибив для них, були настільки вигідними, що вони отримували $750 тис. авансом за майбутні альбоми  — кожен з них [Єйо та Бенкс]. Лейбл мусив скасувати це за теперішніх умов продажу музики». У 2012 Universal Music Group придбала й поглинула EMI.